# Donezkhirmasch

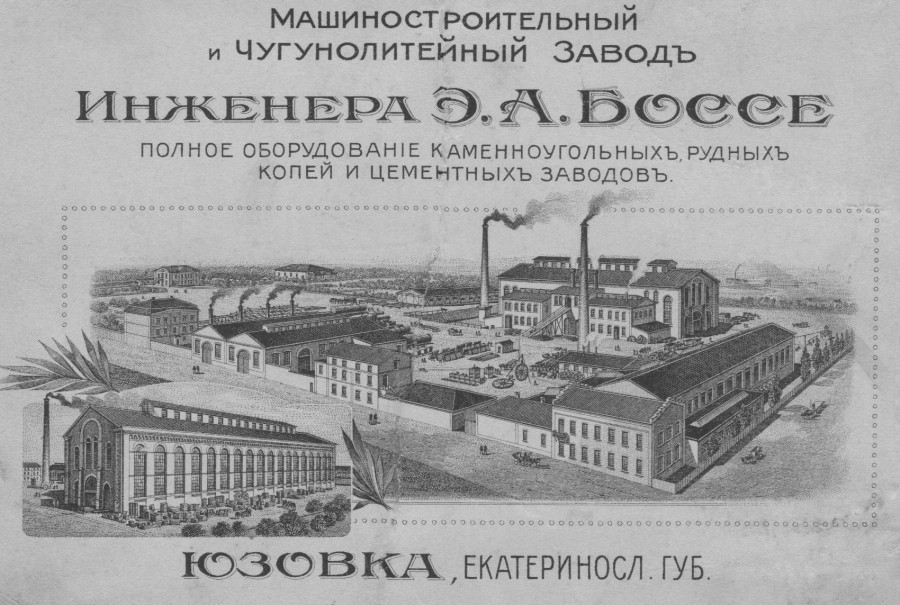
Historische Ansicht des Betriebes

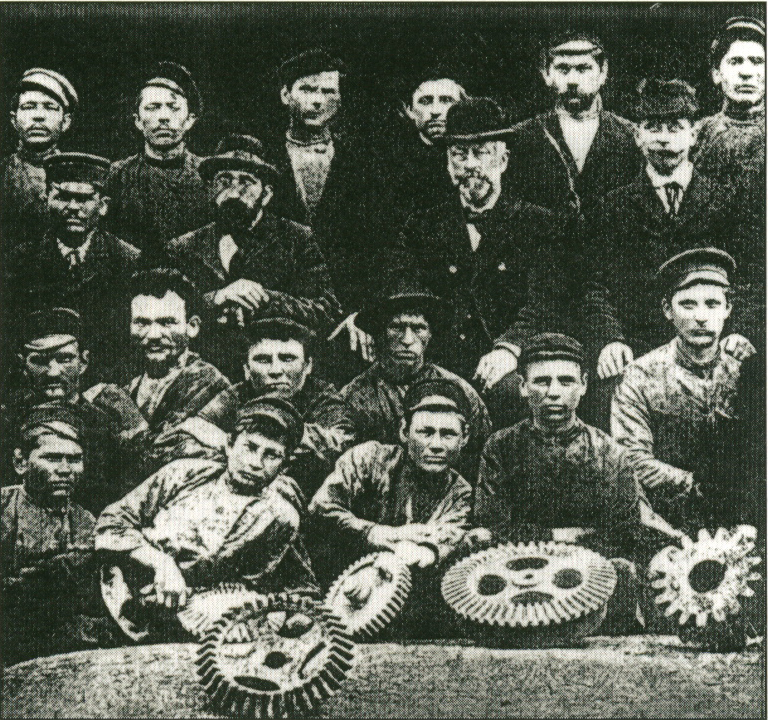
Eduard Bosse und Rudolf Gennefeld (in der zweiten Reihe) mit einer Gruppe von Arbeitern, 1896

JSC Donezkhirmasch (ukrainisch Донецькгірмаш) ist ein eisenverabeitendes Unternehmen in der Stadt Donezk in der Ukraine. Früher war das Unternehmen der Maschinenbaubetrieb und Eisengießerei der Ingenieure Eduard Theodor von Bosse und Rudolf Heinrich Gennefeld.

## Fabrikgeschichte
Im Jahr 1889 kauften der deutschbaltische Unternehmer Eduard Theodor von Bosse (1854–1927) und der Deutsche Rudolf Heinrich Gennefeld ein Stück Land von einem örtlichen Gutsbesitzer und Minenbesitzer N. Ruttschenko in der Nähe des Dorfes Grigorjewka für den Bau einer Maschinenbaufabrik und Eisengießerei für den Bedarf der Bergbauindustrie. Der Standort befand sich in der Nähe von Jusowka (heute Donezk).
Im Herbst 1889 nahm ein Unternehmen namens „Maschinenbau und Eisengießerei der Ingenieure E. T. Bosse und R. H. Gennefeld“ seine Arbeit auf. Das Werk produzierte Dampfmaschinen, Kohlenhebemaschinen, Dampf- und Handwinden, Dampfkessel, Dampf- und Handpumpen und -ventilatoren, Dampfsumpfmaschinen, Riemen- und Kabelrollen bis zu vier Metern Durchmesser, Käfige, Selbsthakenvorrichtungen und Stoppgeschosse, Drehscheiben, Wagen verschiedener Art, Bohrwerkzeuge.
1902 wurde E. T. Bosse alleiniger Eigentümer des Werks. Die Ereignisse der russischen Revolution von 1905 und des Ersten Weltkriegs hatten keinen Einfluss auf die Arbeit des Unternehmens.
Nach der Oktoberrevolution und der Machtübernahme der Bolschewiki im Donbass wurde die „Maschinenbau- und Eisengießerei der Ingenieure E. T. Bosse und R. G. Gennefeld“ 1920 verstaatlicht. Das Werk erhielt den neuen Namen Staatliches Maschinenbau- und Eisengießereiwerk. Die Spezialisten, die vor der Revolution dort arbeiteten, blieben jedoch die Leiter des Werks. Die Produkte des Werkes wurden bis 1935 unter der eingeführten Marke „Bosse“ vertrieben. 1935 erhielt das Werk den neuen Namen Stalin-Maschinenbauwerk, „15. Jahrestag des Leninschen Komsomol des Donbass“, etwas später „Leninscher Komsomol der Ukraine“.
1981 wurde das Werk in einen Produktionsverbund umgewandelt, dem mehrere kleine Maschinenbauunternehmen in der Oblast Donezk angehörten. Seit 1995 war das Werk die Offene Aktiengesellschaft „Donezkhirmasch“, seit 2010 die Öffentliche Aktiengesellschaft „Donezkhirmasch“. Das Unternehmen hatte in den frühen 1990er Jahren um die 6000 Beschäftigte.
Während des bewaffneten Konflikts in der Ostukraine 2014 wurde die Arbeit des Werks eingestellt, danach wurde es unter die Kontrolle der selbsternannten Volksrepublik Donezk gebracht. Der neue Name lautete SE „Donezkgormasch“. Im August 2017 kündigte das Industrieministerium der Republik den Beginn der Produktion des Buswerks in Donbass an, mit dem Plan, bis Ende des Jahres 100 Busse zu produzieren.

## Anlagenbesitzer
Eine Mehrheitsbeteiligung an dem Unternehmen befindet sich im Besitz eines Unternehmensaktionärs – der zypriotischen Gesellschaft UMBH (69,87 % im März 2011), Teil der Holding System Capital Management. Rinat Achmetow ist unter den anderen Aktionären.

## Produkte
Das Werk produziert Bergbaumaschinen.
Die Basis der Palette der hergestellten Ausrüstungen sind Mehrseil- und Trommelfördermaschinen, Zentrifugal- und Axialventilatoren für die Hauptbelüftung von Bergwerken, Lade- und Transportmaschinen und Drehvorrichtungen für den Tagebau, Winden, Getriebe. Neben traditionellen Produkten beherrscht das Unternehmen die Produktion von Hochleistungs-Strebkratzförderern und deren Anbaugeräten, Untertage-Bergbaubandförderern mit einer Bandbreite von 800 bis 1200 mm, einer Reihe von Kreiselsektionspumpen, Bergwerksfallschirmen, Aufhängevorrichtungen und Mulden mit geringer Kapazität und andere Maschinen und Mechanismen.

## Trivia
- 1909 brachte Sergei Chruschtschow seinen 15-jährigen Sohn Nikita Chruschtschow als Schlosserlehrling in der Fabrik unter. Dieser blieb bis 1912 im Werk.
- Am 22. Februar 1989 besuchte Michail Gorbatschow das Unternehmen.[5]
- Das Wohngebiet in der Nähe des Maschinenbauwerks Donezk wurde fast seit dem Tag der Gründung des Werks von den Einwohnern der Stadt nach dem Gründer und ersten Eigentümer – „Bosse“ – benannt.